# Primula chionantha
Primula chionantha är en viveväxtart. Primula chionantha ingår i släktet vivor, och familjen viveväxter.

## Underarter
Arten delas in i följande underarter:
- P. c. brevicula
- P. c. chionantha
- P. c. melanops
- P. c. sinoplantaginea
- P. c. sinopurpurea
- P. c. violacea

## Bildgalleri

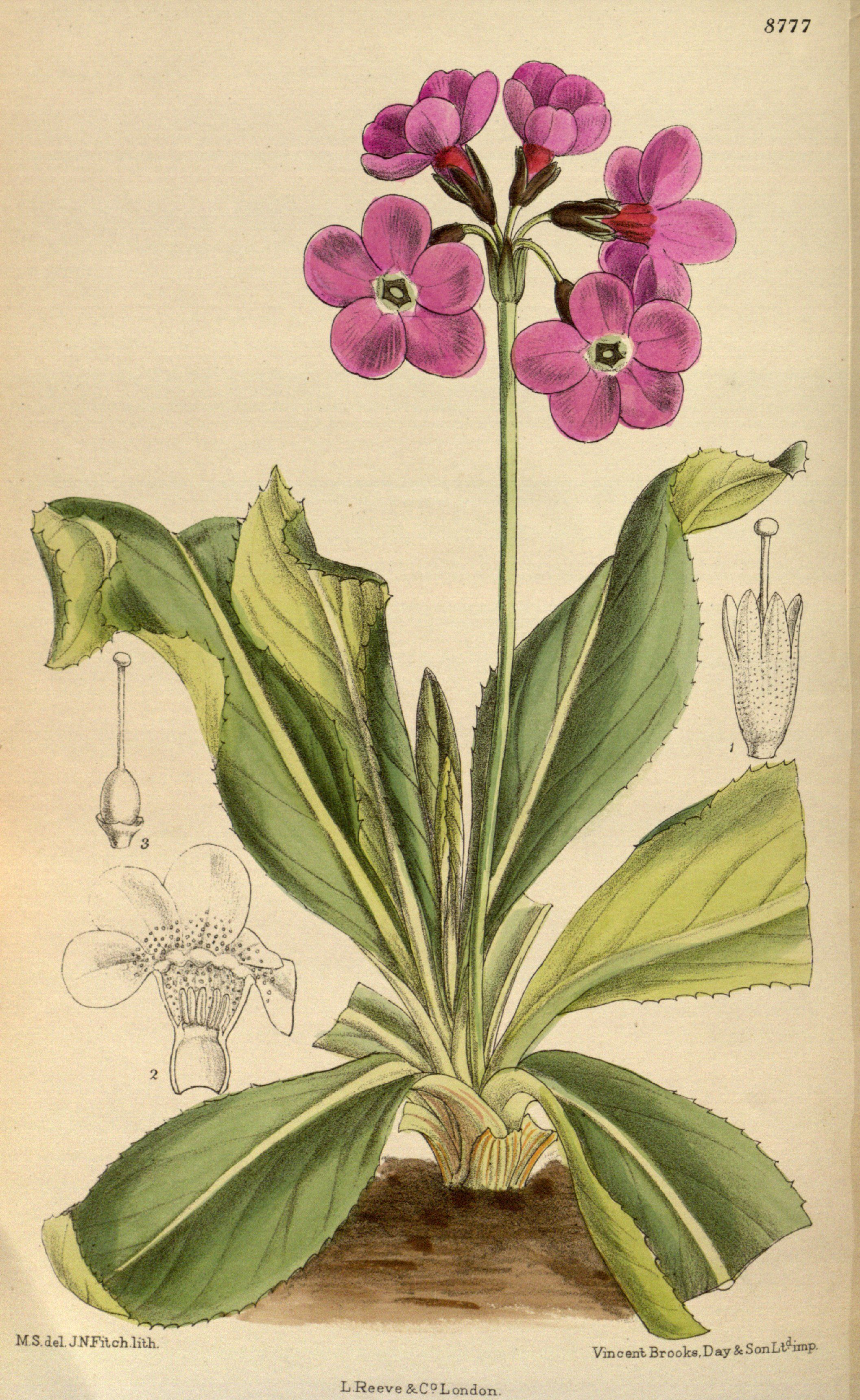
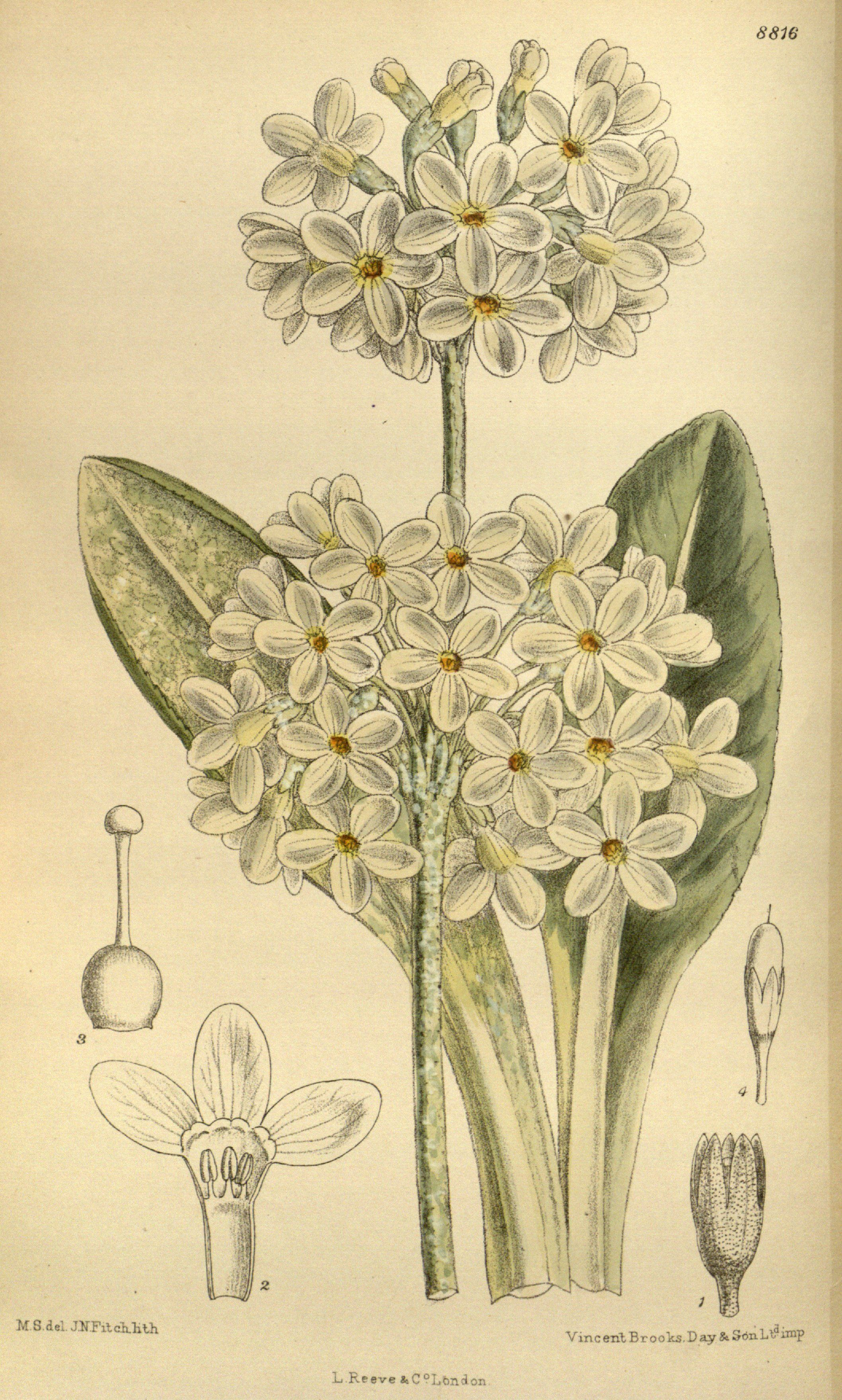